# I'm HOME (三浦祐太朗のアルバム)
『I’m HOME』（アイム・ホーム）は、日本の男性歌手、三浦祐太朗のカヴァー・アルバム。2017年7月5日発売。発売元はユニバーサルミュージック。

## 概要
アーティスト活動10周年を記念して制作されたカヴァー・アルバム。収録曲は全て実の母親である山口百恵の楽曲のカヴァーとなっている。三浦祐太朗というDNAが母の名曲を歌い継ぐことこそ使命と考え、リリースに至った。
オリコン週間チャートでは7位を記録し、初のトップ10入りを記録。2017年11月にCD累計売上枚数7万枚突破。さらに同年12月30日の「第59回日本レコード大賞」で企画賞を受賞。なお当日のステージでは、1980年10月に百恵のファイナル・コンサート（日本武道館）において、最後の歌唱曲と成った『さよならの向う側』を披露した。
また、三浦祐太朗初の映像作品として、全8曲をレコーディングスタジオで新たにLIVE形式で収録&撮影。 CD「I'm HOME」と2 in 1で「I'm HOME -Deluxe Edition-」として2017年11月29日に限定発売された。
- 「I'm HOME -Deluxe Edition-」収録内容

【CD収録曲】※7/5発売CD「I'm HOME」TYCT-60105と同内容全8曲【映像(LIVE)収録曲】※Blu-ray、DVD共通 全8曲

## 収録曲
全曲編曲:宮永治郎
1. さよならの向う側 [5:22]
  - 作詞:阿木燿子/作曲:宇崎竜童
2. 秋桜 [3:37]
  - 作詞・作曲:さだまさし
3. 謝肉祭 [4:09]
  - 作詞:阿木燿子/作曲:宇崎竜童
4. イミテイション・ゴールド [3:52]
  - 作詞:阿木燿子/作曲:宇崎竜童
5. 夢先案内人 [4:44]
  - 作詞:阿木燿子/作曲:宇崎竜童
6. プレイバックPart2 [3:32]
  - 作詞:阿木燿子/作曲:宇崎竜童
7. 曼珠沙華 [4:56]
  - 作詞:阿木燿子/作曲:宇崎竜童
8. いい日旅立ち [4:25]
  - 作詞・作曲:谷村新司